# Pernilla Allwin
Malin Pernilla Allwin, idag Wik, född 4 september 1970 i Vällingby församling, Stockholms län, är en svensk före detta  barnskådespelare. Hon spelade Fanny i Ingmar Bergmans film Fanny och Alexander från 1982 som handlar om de två barnen Fanny och Alexander som efter sin fars död får se sin mor gifta om sig. Allwin arbetar som säljare på ett analysföretag.

## Filmografi (komplett)
- 1982 – Fanny och Alexander – Fanny Ekdahl
- 1982 – Ett hjärta av guld – den äldre grannsystern
- 1993 – Minns ni?